# Ас-Сайлия
«Ас-Сайлия» (араб. نادي السيلية الرياضي‎) — катарский профессиональный футбольный клуб из Дохи. Выступает в Старс-лиге. Основан в 1995 году. После финиша на дне турнирной таблицы в 2006 году вылетел в низший дивизион, но уже через сезон вернулся в элиту. В сезоне 2010/11 клуб во второй раз вылетел во Вторую лигу, снова сумев вернуться в высший дивизион за один сезон.

## Достижения
Второй дивизион Катара
- Победитель (4): 2003, 2005, 2007, 2012

Кубок Второго дивизиона Катара
- Обладатель (3): 1998, 2005, 2011

Кубок Федерации
- Обладатель (1): 2021

Кубок Звезд Катара
- Обладатель (2): 2021, 2022

## Тренеры
- Пауло Кампос (2003)
- Пьер Лешантр (2003—2004)
- Амарилдо (2004—2005)
- Ладислас Лозано (2007)
- Небойша Вучкович (2008—2009)
- Джемал Хаджиабдич (2009—2010)
- Ули Штилике (2010—2012)
- Махер Канзари (2012—2013)
- Абдулла Мубарак (2013)
- Сами Трабельси (2013—2023)
- Миргани Аль-Зайн (2023, и.о.)